# ニクラウス・エッシュバッハー
ニクラウス・エッシュバッハー（独:Niklaus Äschbacher、1917年4月30日 - 1995年11月30日）は、スイス出身の作曲家、指揮者。

## 経歴
スイスのアッペンツェル・アウサーローデン準州トローゲン出身。父は合唱指揮者兼作曲家のカール・エッシュバッハーである。チューリヒ芸術大学とベルリン芸術大学で音楽を学び、1942年にツィッタウ劇場とブラウンシュヴァイク州立劇場のコレペティトゥーアに就任し、1949年にはベルン市立劇場の音楽監督に就任した。
1954年にNHK交響楽団の常任指揮者に就任した。1955年3月15日には、アントン・ブルックナーの交響曲第6番を日本初演した。
しかし2年後にベルンに戻り、1959年にキール劇場の指揮者に就任した。
1964年にはデトモルト州立劇場の音楽総監督のポストに就いた。1972年から1982年にかけては、デトモルト音楽大学で指導にあたった。
1930年から1950年にかけて、オペラ『赤い靴』を作曲した。
1995年11月、ベルンにて死去した。